# Boeing YC-14
Boeing YC-14 byl transportní letoun vyvíjený americkou společností Boeing jako možná náhrada letounů C-130 Hercules. Celkem byly postaveny dva prototypy. Letouny YC-14 a jejich konkurent McDonnell Douglas YC-15 absolvovaly srovnávací zkoušky, nakonec ale nebyl vybrán ani jeden z typů. Roku 1979 byl vývojový program ukončen.

## Vývoj

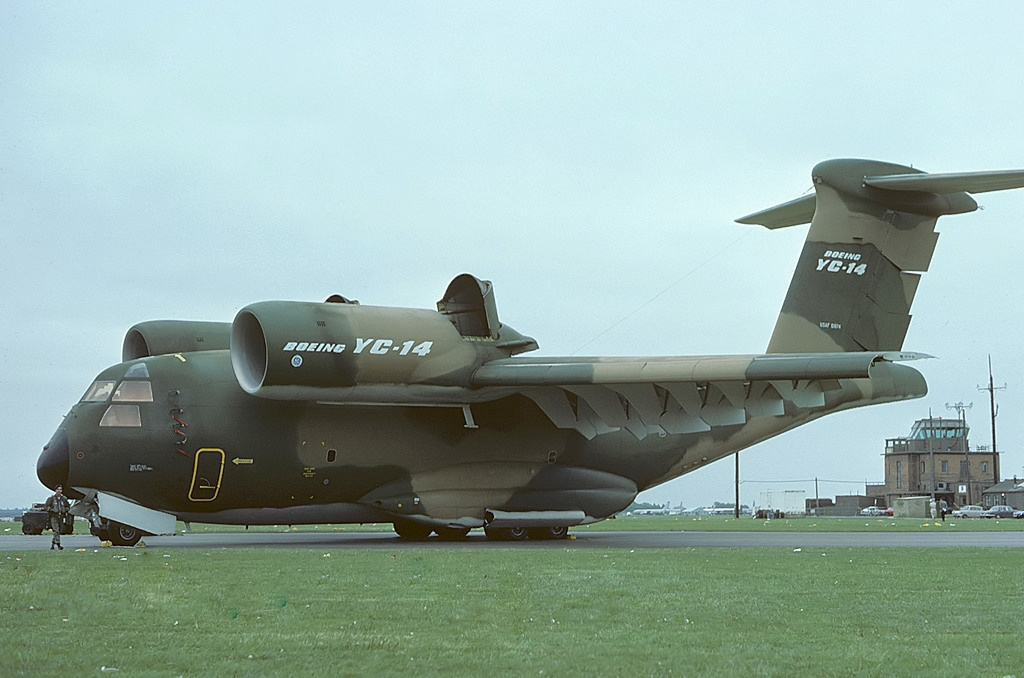
Boeing YC-14A

Roku 1968 americké letectvo zahájilo program Advanced Medium STOL Transport (AMST) na moderní střední transportní letoun s vlastnostmi STOL, který by nahradil turbovrtulové stroje Lockheed C-130 Hercules. Nabídku podalo pět společností. Roku 1972 byly vybrány projekty Boeing YC-14 (Model 953) a McDonnell Douglas YC-15, aby postavily po dvou prototypech pro srovnávací zkoušky. Boeing postavil dva prototypy (72-1873 a 72-1874). První prototyp poprvé vzlétl 9. srpna 1976. Oba prototypy absolvovaly zkušební program, který prokázal jejich dobré vlastnosti. Po jejich skončení byly roku 1977 vráceny výrobci, aby mohl pokračovat ve vývoji. Roku 1979 ale byl vývoj YC-14 a YC-15 kvůli nedostatku financí zrušen. Převážil názor, že letectvo potřebuje mnohem větší letoun kombinující velkou nosnost, dolet a vlastnosti STOL (C-130 Hercules tak byl dále modernizován). Jeho vývoj probíhal v rámci programu C-X, ze kterého později vzešel McDonnell Douglas C-17 Globemaster III.

## Konstrukce

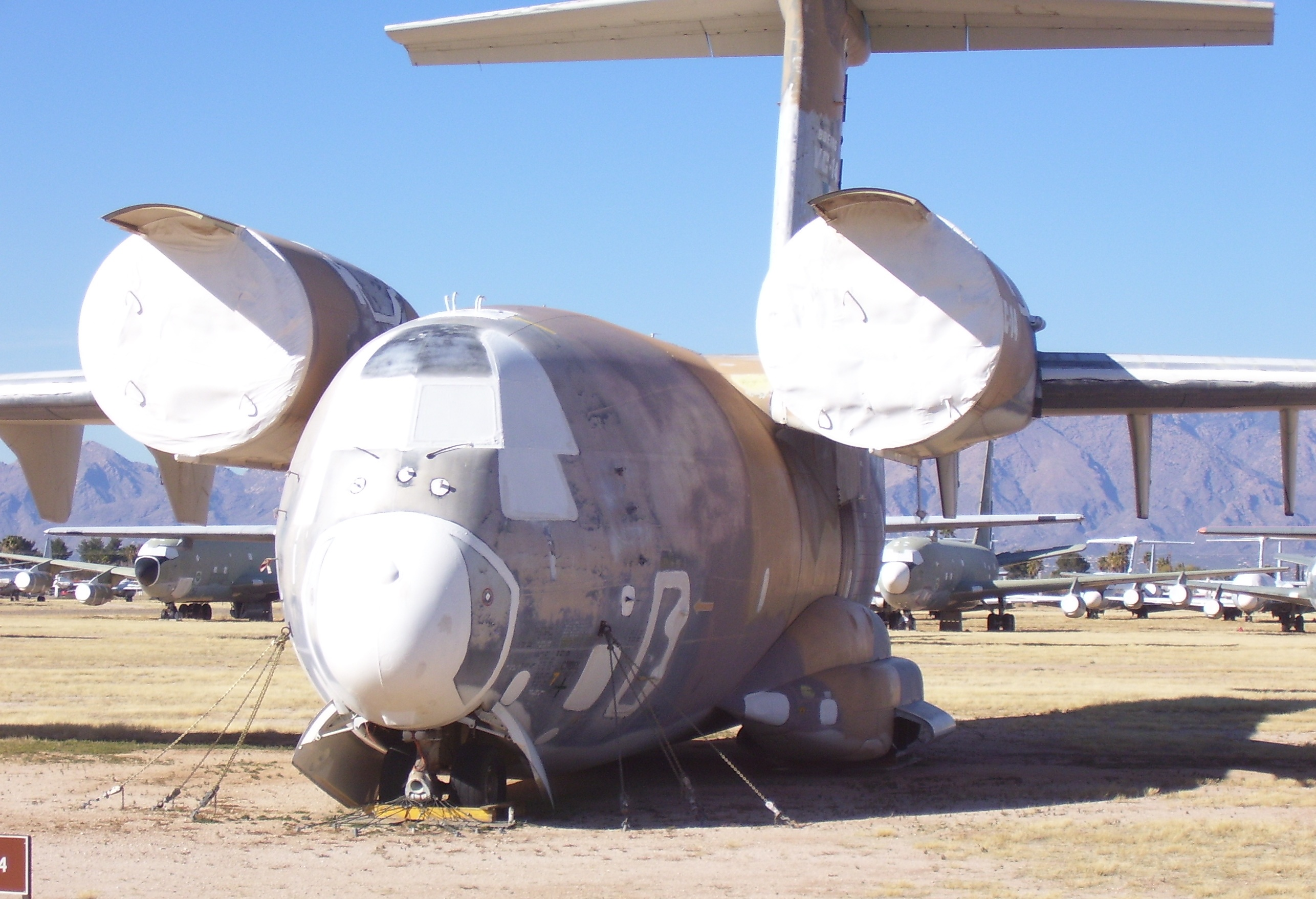
Boeing YC-14A

YC-15 byl dvoumotorový proudový hornoplošník, jehož křídlo mělo superkritický profil. Podvozek byl příďového typu. Vysoké ocasní plochy měly tvar písmene T. Pro manipulaci s nákladem sloužila záďová rampa. Letoun poháněly dva dvouproudové motory General Electric CF6-50D, každý o tahu 227 kN.

## Specifikace

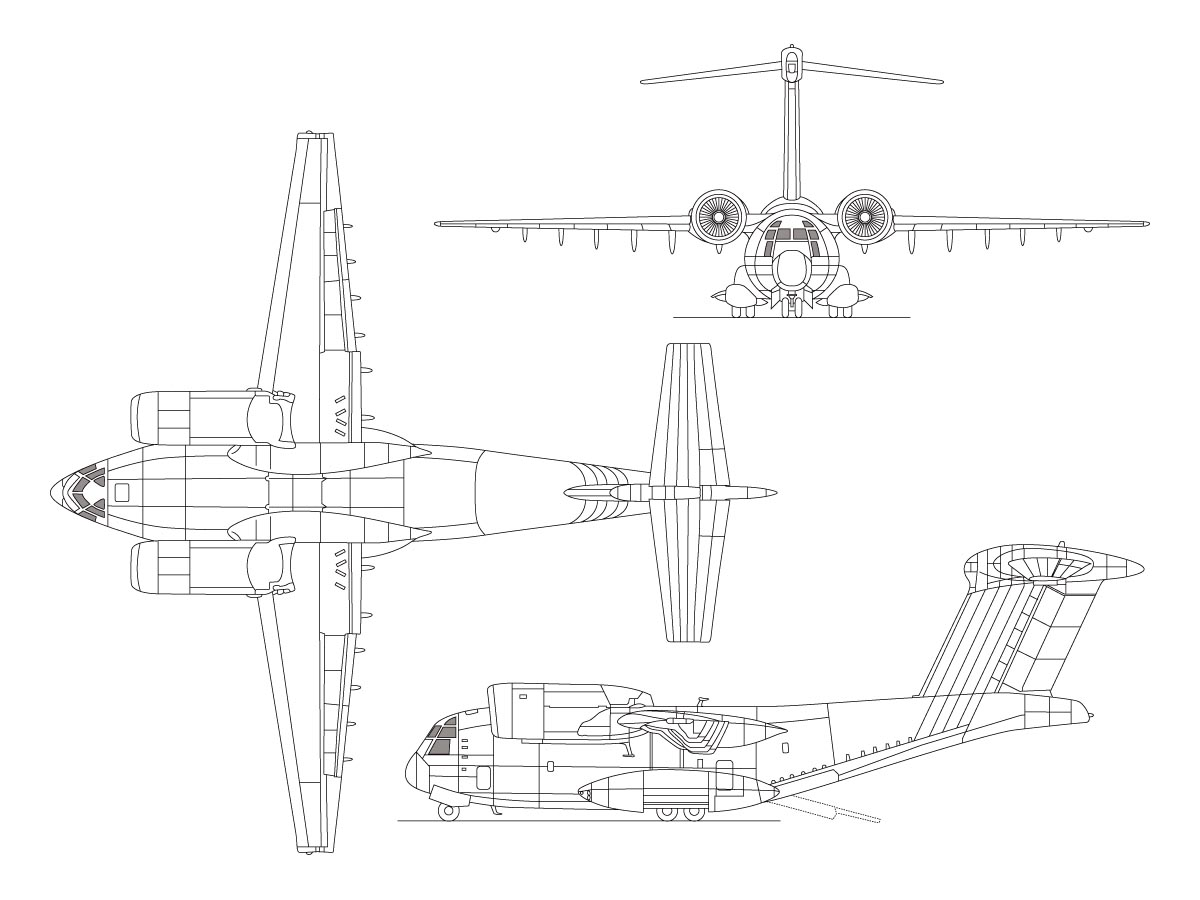
Třípohledový nákres YC-14

### Technické údaje
Podle:
- Posádka: 3
- Nosnost: 36 741 kg, nebo 150 vojáků (12 247 kg STOL)
- Rozpětí: 39,2 m
- Délka: 40,15 m
- Výška: 14,71 m
- Hmotnost prázdného stroje: 53 410 kg[3]
- Max. vzletová hmotnost: 113 852 kg (77 111 kg STOL)
- Pohonná jednotka: 2× dvouproudový motor General Electric CF6-50D
- Tah pohonné jednotky: 227 kN

### Výkony
- Cestovní rychlost: 723 km/h
- Maximální rychlost: 811 km/h
- Dostup: 13 716 m
- Dolet: 5134 km
- Délka vzletu: 610 m